# Tin Oo
Đại tướng Tin Oo (3 tháng 3 năm 1927  –  1 tháng 6 năm 2024), (thường được gọi là U Tin Oo) là một tướng về hưu, cựu tổng tư lệnh của Lực lượng Vũ trang Myanmar, quân nhân có huy chương cao, nhà hoạt động dân chủ và là Phó Chủ tịch của Liên minh Quốc gia vì Dân chủ ở Myanmar.

## Sự nghiệp quân sự
Tin Oo gia nhập quân đội ngày 26 tháng 2 năm 1946 với quân hàm thiếu úy của Tiểu đoàn Súng trường Myanmar. Ông được thăng lên Trung úy vào ngày 7 tháng 1 năm 1947, Đại úy ngày 27 tháng 9 năm 1948 và phục vụ với tư cách sĩ quan điều hành tại Cục Quân huấn Lực lượng Vũ trang. Ngày 22 tháng 6 năm 1949, ông được chuyển đến Tiểu đoàn Súng trường Myanmar 1 làm Đại đội trưởng. Ông được thăng hàm Thiếu tá vào ngày 25 tháng 1 năm 1950 và trở thành Tiểu đoàn phó (2IC) thuộc Tiểu đoàn Súng trường Myanmar số 1 và quyền tiểu đoàn trưởng vào ngày 27 tháng 11 năm 1951.
Ông qua đời tại Yangon vào ngày 1 tháng 6 năm 2024, thọ 97 tuổi. Ông nhập viện từ ngày 29 tháng 5 vì bệnh viêm phổi.